# 後三國時代
後三國時代（892年－936年）是朝鮮歷史上的時代劃分之一，《高麗史》開篇即定後三國之說，後世史家多以新羅、後百濟、後高句麗為後三國。这段历史时期始於892年農民出身的甄萱起兵建立后百济，同一時期新羅王族後裔弓裔亦建立后高句丽導致已衰弱的新羅分裂，終於936年高麗再度統一朝鮮半島。

## 歷史
統一新羅景德王之子惠恭王軟弱無能，在其即位後新羅都城金城內頻繁發生暴動。780年，惠恭王與其妃嬪等被叛軍所殺，持續將近300餘年的智證王系王統就此斷絕。之後雖然有元聖王憑藉武力重新恢復秩序並一統新羅朝廷，但新羅國內依然內亂不斷，民不聊生。822年，先是自稱為武烈王後裔的熊川州都督金憲昌據地反叛，846年，又有擁有強大海上勢力的將領張保皐於清海鎮起兵，介入了都城的王位争奪。雖然這些起事都被中央朝廷軍隊鎮壓，但地方上依舊動輒發生農民暴動，新羅王朝的統治能力幾乎有名無實。
九世紀中期，此類暴動頻繁發生，地方豪族多有舉兵，號稱將軍、城主等，脫離新羅統治。其中甄萱、北原的梁吉及其部下弓裔等為有力的勢力。甄萱是尚州出身的農民，在西南海建立軍功被升為將領。892年，以锦城（今罗州）為根據地起兵，攻佔武珍州（今光州）后建立獨立政权。後糾集周邊豪族以擴大勢力，於900年自稱「百濟王」，於朝鮮半島西南部建立「後百濟」。
弓裔據稱為是新羅王族後裔；891年，起兵反新羅，隨梁吉於江原道等地作戰。894年，攻克铁圆，建立官制。898年，建都松岳（今開城）。901年，自稱「高麗王」，其政權史稱「後高句麗」。904年，改國號为摩震。911年，改國號为泰封，中國史書《資治通鑒》中作「大封國」。
如此形成新羅、後百濟、后高句丽三國鼎立的局面。松岳豪族出身的王建在弓裔麾下多建軍功，918年受豪族推舉，推翻弓裔，以開城為都建立「高麗」並稱王（太祖）。王建繼續合併地方豪族增加勢力，935年新羅降服，936年受甄萱之託攻滅後百濟，重新統一朝鮮半島。

## 大事年表
- 892年：甄萱叛亂，佔領武珍州，称王，但名义上仍臣服新罗。弓裔加入梁吉叛軍。
- 900年：甄萱稱百济王，其政权史称“后百济”。
- 901年：弓裔稱高丽王，其政权史称“后高句丽”。
- 904年：弓裔改國號為“摩震”。
- 905年：弓裔迁都铁圆。
- 911年：弓裔改國號為“泰封”。
- 918年：王建在豪族拥护下，推翻弓裔，建立高麗，建元天授。
- 919年：新罗景明王五男朴彦昌稱沙伐王，其政权史称“后沙伐”。
- 926年：契丹攻滅渤海國，渤海國世子大光顯率部下三十餘人歸順高丽。
- 927年：甄萱進攻新羅，佔領慶州，殺新羅景哀王。
- 929年：甄萱進攻後沙伐，佔領尙州，殺朴彦昌。
- 930年：高敞之戰，王建以責問甄萱殺新罗景哀王為名發動戰爭。
- 934年：洪城之戰，後百濟國力大損。
- 935年：新羅向高麗投降。后百济因储位争夺发生内乱，甄萱被诸子推翻和软禁，长子甄神剑继位为王。
- 936年3月：甄萱與其妾古比及女婿朴英規等逃亡至高麗。
- 936年8月：黃山之戰，王建在甄萱的幫助下攻滅後百濟，處罰叛亂策劃者能奐與甄萱次子甄良剑等。高麗統一朝鮮半島。